# Campionati del mondo di atletica leggera indoor 2010 - 60 metri piani femminili
I 60 m piani femminili si sono tenuti il 12 ed il 14 marzo 2010.

## Risultati

### Batterie

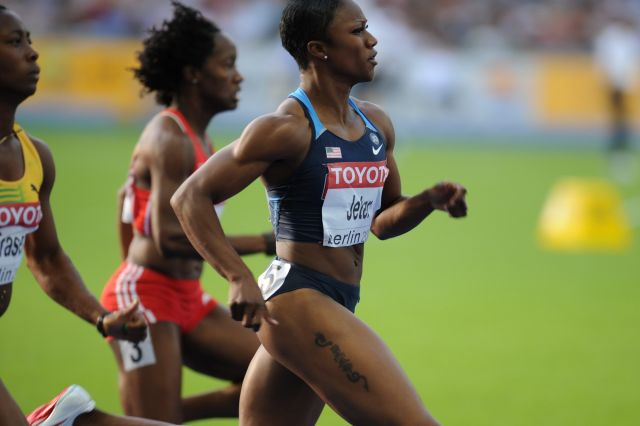
Carmelita Jeter

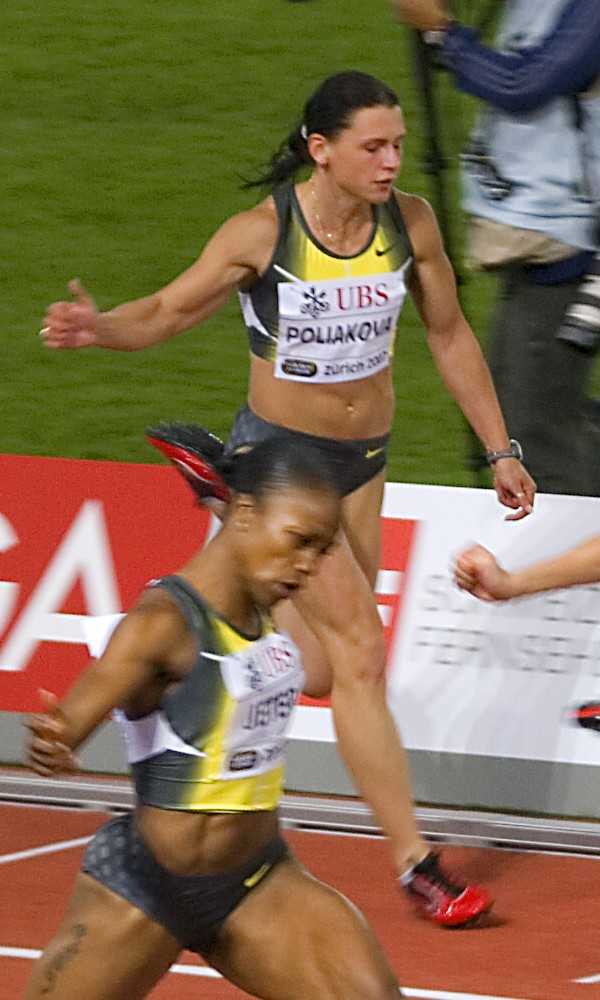
Yevgeniya Polyakova

Le prime 4 di ogni batterie e i 4 migliori tempo vanno in semifinale.
| Pos | Batt. | Nome                         | Nazione                       | Tempo | Note   |
| --- | ----- | ---------------------------- | ----------------------------- | ----- | ------ |
| DSQ | 3     | LaVerne Jones-Ferrette       | Isole Vergini Americane       | 7.14  | Q      |
| 1   | 2     | Veronica Campbell-Brown      | Giamaica                      | 7.21  | Q      |
| 2   | 1     | Myriam Soumaré               | Francia                       | 7.22  | Q      |
| 3   | 2     | Chandra Sturrup              | Bahamas                       | 7.22  | Q      |
| 4   | 1     | Yevgeniya Polyakova          | Russia                        | 7.26  | Q      |
| 5   | 1     | Tahesia Harrigan             | Isole Vergini Britanniche     | 7.26  | Q, SB  |
| 6   | 3     | Véronique Mang               | Francia                       | 7.27  | Q      |
| 7   | 4     | Carmelita Jeter              | Stati Uniti                   | 7.30  | Q      |
| 8   | 5     | Ruddy Zang Milama            | Gabon                         | 7.31  | Q      |
| 9   | 5     | Sheri-Ann Brooks             | Giamaica                      | 7.32  | Q      |
| 10  | 4     | Yuliya Katsura               | Russia                        | 7.34  | Q      |
| 11  | 3     | Olesya Povh                  | Ucraina                       | 7.37  | Q      |
| 12  | 5     | Mikele Barber                | Stati Uniti                   | 7.37  | Q      |
| 13  | 2     | Yasmin Kwadwo                | Germania                      | 7.38  | Q      |
| 14  | 4     | Digna Luz Murillo            | Spagna                        | 7.38  | Q      |
| 15  | 3     | Lena Berntsson               | Svezia                        | 7.39  | Q      |
| 16  | 2     | Maria Aurora Salvagno        | Italia                        | 7.41  | Q      |
| 17  | 4     | Ivet Lalova                  | Bulgaria                      | 7.42  | Q      |
| 18  | 5     | Lina Grinčikaitė             | Lituania                      | 7.42  | Q      |
| 19  | 3     | Claire Brady                 | Irlanda                       | 7.43  | q      |
| 20  | 4     | Emma Rienas                  | Svezia                        | 7.45  | q      |
| 21  | 5     | Folake Akinyemi              | Norvegia                      | 7.45  | q      |
| 22  | 1     | Joice Maduaka                | Gran Bretagna                 | 7.46  | Q      |
| 23  | 2     | Mariya Ryemyen               | Ucraina                       | 7.46  | q      |
| 24  | 2     | Marika Popowicz              | Polonia                       | 7.56  |        |
| 25  | 1     | Tatjana Mitić                | Serbia                        | 7.57  |        |
| 26  | 4     | Virgil Hodge                 | Saint Kitts e Nevis           | 7.61  | SB     |
| 27  | 4     | Gloria Diogo                 | São Tomé e Príncipe           | 7.89  | SB     |
| 28  | 2     | Norjannah Hafiszah Jamaludin | Malaysia                      | 7.90  | NR, PB |
| 29  | 1     | Martina Pretelli             | San Marino                    | 7.94  |        |
| 30  | 5     | Yelena Ryabova               | Turkmenistan                  | 8.27  |        |
| 31  | 3     | Hawwa Haneefa                | Maldive                       | 8.31  | PB     |
| 32  | 5     | Angie Mangion                | Malta                         | 8.33  | PB     |
| 33  | 1     | Yvette Bennett               | Isole Marianne Settentrionali | 8.68  | PB     |
|     | 3     | Ahamada Feta                 | Comore                        | DQ    |        |

### Semifinali

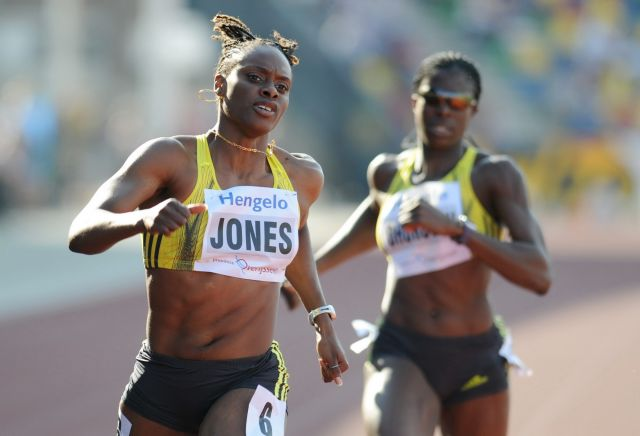
LaVerne Jones-Ferrette

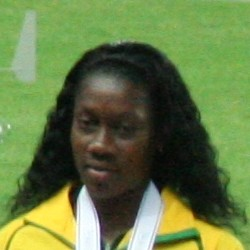
Sheri-Ann Brooks

Le prime 2 di ogni batteria e i miglior 2 tempi vanno in finale
| Pos | Batt | Nome                    | Nazione                   | Tempo | Note  |
| --- | ---- | ----------------------- | ------------------------- | ----- | ----- |
|     | 2    | LaVerne Jones-Ferrette  | Isole Vergini Americane   | 7.05  | Q     |
| 1   | 1    | Veronica Campbell-Brown | Giamaica                  | 7.07  | Q, SB |
| 2   | 1    | Ruddy Zang Milama       | Gabon                     | 7.13  | Q, NR |
| 3   | 3    | Sheri-Ann Brooks        | Giamaica                  | 7.14  | Q, PB |
| 4   | 3    | Carmelita Jeter         | Stati Uniti               | 7.15  | Q     |
| 5   | 2    | Chandra Sturrup         | Bahamas                   | 7.20  | Q, SB |
| 6   | 3    | Myriam Soumaré          | Francia                   | 7.21  | q     |
| 7   | 1    | Tahesia Harrigan        | Isole Vergini Britanniche | 7.22  | q, SB |
| 8   | 2    | Mikele Barber           | Stati Uniti               | 7.24  |       |
| 9   | 2    | Yevgeniya Polyakova     | Russia                    | 7.24  |       |
| 10  | 1    | Véronique Mang          | Francia                   | 7.28  |       |
| 11  | 3    | Digna Luz Murillo       | Spagna                    | 7.33  |       |
| 12  | 2    | Lina Grinčikaitė        | Lituania                  | 7.34  |       |
| 13  | 1    | Joice Maduaka           | Gran Bretagna             | 7.35  |       |
| 14  | 3    | Yuliya Katsura          | Russia                    | 7.38  |       |
| 15  | 1    | Emma Rienas             | Svezia                    | 7.38  |       |
| 16  | 1    | Yasmin Kwadwo           | Germania                  | 7.39  |       |
| 17  | 3    | Claire Brady            | Irlanda                   | 7.40  |       |
| 18  | 2    | Ivet Lalova             | Bulgaria                  | 7.41  |       |
| 19  | 3    | Mariya Ryemyen          | Ucraina                   | 7.41  |       |
| 20  | 3    | Lena Berntsson          | Svezia                    | 7.41  |       |
| 21  | 2    | Olesya Povh             | Ucraina                   | 7.45  |       |
| 22  | 2    | Folake Akinyemi         | Norvegia                  | 7.47  |       |
| 23  | 1    | Maria Aurora Salvagno   | Italia                    | 7.49  |       |

### Finale

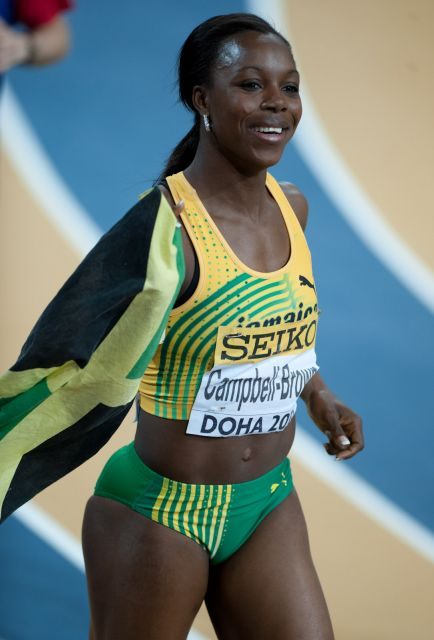
Campbell-Brown

| Pos | Nome                    | Nazione                   | Tempo | Note |
| --- | ----------------------- | ------------------------- | ----- | ---- |
| 1   | Veronica Campbell-Brown | Giamaica                  | 7.00  | PB   |
| DQ  | LaVerne Jones-Ferrette  | Isole Vergini Americane   | 7.03  |      |
| 2   | Carmelita Jeter         | Stati Uniti               | 7.05  |      |
| 3   | Ruddy Zang Milama       | Gabon                     | 7.14  |      |
| 3   | Sheri-Ann Brooks        | Giamaica                  | 7.14  | PB   |
| 5   | Chandra Sturrup         | Bahamas                   | 7.16  | SB   |
| 6   | Tahesia Harrigan        | Isole Vergini Britanniche | 7.17  | SB   |
| 7   | Myriam Soumaré          | Francia                   | 7.29  |      |